# 敦賀とてもすきすき
「敦賀とてもすきすき」（つるがとてもすきすき）は、1969年6月1日に発売された水前寺清子の27枚目のシングル。
福井県敦賀市のご当地ソングで、9月に毎年開かれている「敦賀まつり」の「民謡踊りの夕べ」では3曲（敦賀とてもすきすき、大敦賀行進曲、すてな踊り）の内のひとつとして踊られている。

## 解説
- 敦賀港開港70周年記念曲として制作された。
- 作曲は敦賀市で楽器店を営み、クラウンレコード専属の作曲家として活躍した山崎正清[3]。
- 詞先で制作された。
- 敦賀市に星野哲郎が実際に来て詞を書いている。
- 歌詞はただ単に名所を織り込んだものではなく、歌謡曲として成り立つものであり、他の音頭系の曲とは一風変わっている。最後には「トンネル風呂、気比の松原、とうろう流し、色ヶ浜辺…」と並べられる。
- スチール・ギターの演奏は山下洋治。
- 1971年7月には山下洋治とムーディ・スターズ/藤田悦子「アリューシャン小唄」のB面で「みんなすきすき」として星野哲郎によって詞が変更され、山下洋治によって編曲されて発売されている。
- 2022年（令和4年）7月1日には「とても敦賀すきすき」という団体が福井県立敦賀高等学校生徒の森野巧巳[4][5][6][7]によって設立されている[8][9]。この団体は全国的にも珍しい、若者が主体となって民謡・新民謡を保存・継承する団体であり、市内小中学校などで講習会を開催し[10][11]、民謡の普及・文化の振興に尽力している。鳥取大学鈴木慎一朗教授(音楽教育学)によると、「比較的歴史が新しく、価値を認識して保存活動をする例を聞いたことがない。森野さんたちの活動は素晴らしい」[12]と述べている。また、この団体は令和5年7月19日には福井県初の高校生が設立したNPO法人となっており[13]、ふるさと納税型クラウドファンディングにも挑戦し、86万円もの資金を集めることにも成功した。現在は従来の活動に続けて、「すきっず」という中学生以下を対象とした独自の民謡踊りの講習会を毎月第3水曜日に開催したり、各地で文化講演を行うなど、活動の輪を積極的に広げている。

## 収録曲
| #         | タイトル               | 作詞      | 作曲・編曲 | 作編曲   | 時間 |
| --------- | ---------------------- | --------- | ---------- | -------- | ---- |
| 1.        | 「敦賀とてもすきすき」 | 星野哲郎  |            | 山崎正清 | 2:58 |
| 2.        | 「敦賀ばやし」         | 星野哲郎  |            | 山崎正清 | 3:50 |
| 合計時間: | 合計時間:              | 合計時間: | 合計時間:  | 6:48     |      |